# Lista odcinków serialu anime Beastars

Logo serii

Artykuł zawiera listę wszystkich wyemitowanych odcinków telewizyjnego serialu anime Beastars, opracowanego na podstawie mangi autorstwa Paru Itagaki. Za produkcję odpowiadało studio Orange, a za reżyserię Shin’ichi Matsumi.
Pierwszy sezon był emitowany od 10 października do 26 grudnia 2019 w bloku programowym +Ultra stacji Fuji TV. Wraz z końcem emisji telewizyjnej ogłoszono, że powstanie drugi sezon, który nadawany był od 7 stycznia do 25 marca 2021.
20 lipca 2021 podano do wiadomości, że seria otrzyma trzeci i ostatni sezon, noszący podtytuł Final Season. Sezon ten został podzielony na dwie części, a pierwsza z nich została wydana 5 grudnia 2024. Premiera drugiej zaplanowana jest na 2026 rok.
Poza Japonią serial jest dystrybuowany przez serwis Netflix.

## Przegląd serii
| Sezon | Sezon | Odcinki | Odcinki | Premiera serii       | Finał serii     |
| ----- | ----- | ------- | ------- | -------------------- | --------------- |
|       | 1     | 12      | 12      | 10 października 2019 | 26 grudnia 2019 |
|       | 2     | 12      | 12      | 7 stycznia 2021      | 25 marca 2021   |
|       | 3     | 24      | 12      | 5 grudnia 2024       | 5 grudnia 2024  |
| 12    | 3     | 24      | 2026    | 2026                 |                 |

## Lista odcinków

### Sezon 1 (2019)
| №  | #  | Tytuł | Reżyseria         | Scenariusz     | Premiera             |
| -- | -- | --- | ----------------- | -------------- | -------------------- |
| 1  | 1  | Księżyc i bestia Mangetsu wa terasu kemono o eranderu (満月は照らす獣を選んでる)                         | Shin’ichi Matsumi | Nanami Higuchi | 10 października 2019 |
| 2  | 2  | Najlepsi z najlepszych w Akademii Gakuen no shinzō-bu wa teien ni ari (学園の心臓部は庭園にあり)         | Yasuhiro Geshi    | Nanami Higuchi | 17 października 2019 |
| 3  | 3  | Narodziny wilka Osuōkami shussei no toki (オスオオカミ 出生のとき)                                       | Makoto Sokuza     | Nanami Higuchi | 24 października 2019 |
| 4  | 4  | Dać z siebie wszystko Kimi wa seihai made fuyakashite (君は聖杯までふやかして)                           | Atsuyuki Yukawa   | Nanami Higuchi | 31 października 2019 |
| 5  | 5  | Dwa punkty widzenia Shippo no yogore ni mo riyū o mīdasu otoshigoro (しっぽの汚れにも理由を見出すお年頃) | Yasuhiro Geshi    | Nanami Higuchi | 7 listopada 2019     |
| 6  | 6  | Zaburzenia widzenia — sen czy jawa? Shikai no nijimi yume ka utsutsu ka (視界の滲み 夢か現か)            | Makoto Sokuza     | Nanami Higuchi | 14 listopada 2019    |
| 7  | 7  | Pod futrem Seifuku to hike no sono mata shita no (制服と被毛のそのまた下の)                              | Kensuke Yamamoto  | Nanami Higuchi | 21 listopada 2019    |
| 8  | 8  | Utknąć jak nitka w psich zębach Kenshi ni ito yōji hikkakeru yō ni (犬歯に糸ようじひっかけるように)      | Yasuhiro Geshi    | Nanami Higuchi | 28 listopada 2019    |
| 9  | 9  | Do jaskini lwa Erebētā saijōkai no senritsu (エレベーター最上階の戦慄)                                   | Makoto Sokuza     | Nanami Higuchi | 5 grudnia 2019       |
| 10 | 10 | Wilk w owczej skórze Watage, chi no hate made ou naraba (綿毛、地の果てまで追うならば)                   | Daiki Katō        | Nanami Higuchi | 12 grudnia 2019      |
| 11 | 11 | Do dzielnicy neonów Yuki yukite natsu no neon-gai (ゆきゆきて 夏のネオン街)                              | Yasuhiro Geshi    | Nanami Higuchi | 19 grudnia 2019      |
| 12 | 12 | Po burzy Karan no ushiro sugata (夏嵐の後ろ姿)                                                           | Shin’ichi Matsumi | Nanami Higuchi | 26 grudnia 2019      |

### Sezon 2 (2021)
| №  | #  | Tytuł | Reżyseria         | Scenariusz     | Premiera         |
| -- | -- | --- | ----------------- | -------------- | ---------------- |
| 13 | 1  | W stanie ciągłej gotowości Shōnen no mezame wa nandome no arāmu ka (少年の目覚めは何度目のアラームか)            | Mie Ōishi         | Nanami Higuchi | 7 stycznia 2021  |
| 14 | 2  | Świadomość tożsamości Haiiro no keisatsuken toriaezu hashitteru (灰色の警察犬とりあえず走ってる)                 | Yasuhiro Geshi    | Nanami Higuchi | 14 stycznia 2021 |
| 15 | 3  | Zmiany Son’na namari o nodo ni tsumarasete (そんな鉛を喉に詰まらせて)                                            | Makoto Sokuza     | Nanami Higuchi | 21 stycznia 2021 |
| 16 | 4  | Niespodziewany atak Mi o yosetara ke ga karamatte shimau kara (身を寄せたら毛が絡まってしまうから)               | Daiki Katō        | Nanami Higuchi | 28 stycznia 2021 |
| 17 | 5  | Nazywaj rzeczy po imieniu Shiro wa monokuro no naka de mo shiroi mama (白はモノクロの中でも白いまま)             | Mie Ōishi         | Nanami Higuchi | 4 lutego 2021    |
| 18 | 6  | Sprawa rodzinna Tobe hakaisō (飛べ 破戒僧)                                                                       | Keiya Saitō       | Nanami Higuchi | 11 lutego 2021   |
| 19 | 7  | Niezapomniana słodycz Mitsuzuke no kioku (蜜漬けの記憶)                                                          | Ryōsuke Shibuya   | Nanami Higuchi | 18 lutego 2021   |
| 20 | 8  | Śmiejąc się z własnych cieni Hikari o abitara shiruetto no chigai o waraō (光を浴びたらシルエットの違いを笑おう) | Mie Ōishi         | Nanami Higuchi | 25 lutego 2021   |
| 21 | 9  | Kwestia sprawności Bukkowareteru senpūki (ぶっ壊れてる扇風機)                                                    | Keiya Saitō       | Nanami Higuchi | 4 marca 2021     |
| 22 | 10 | Walka z pragnieniami Shefu no kimagure sasupensu (シェフの気まぐれサスペンス)                                    | Makoto Sokuza     | Nanami Higuchi | 11 marca 2021    |
| 23 | 11 | Poczucie winy Anata no rinpun furimaite (あなたの鱗粉振りまいて)                                                 | Daiki Katō        | Nanami Higuchi | 18 marca 2021    |
| 24 | 12 | Smak buntu Kakumei no chisō (革命の馳走)                                                                         | Shin’ichi Matsumi | Nanami Higuchi | 25 marca 2021    |

### Sezon 3 (2024–26)
| №  | #  | Tytuł                                                                                          | Reżyseria       | Scenariusz                       | Premiera       |
| -- | -- | ---------------------------------------------------------------------------------------------- | --------------- | -------------------------------- | -------------- |
| 25 | 1  | Bolesna obroża Kubiwa no kayumi (首輪のかゆみ)                                                 | Daiki Katō      | Nanami Higuchi Shin’ichi Matsumi | 5 grudnia 2024 |
| 26 | 2  | Czarny błyszczący nos przede mną Me no mae mi aru kagayaku kuroi hana (目の前にある輝く黒い鼻) | Mie Ōishi       | Nanami Higuchi Shin’ichi Matsumi | 5 grudnia 2024 |
| 27 | 3  | Gniew starego smoka Rō ryū no ikari (老竜の怒り)                                               | Shigetaka Ikeda | Nanami Higuchi Shin’ichi Matsumi | 5 grudnia 2024 |
| 28 | 4  | Ciężar życia na lądzie Tochi no jūnindearu koto no jūryoku (土地の住人であることの重力)        | Daiki Katō      | Nanami Higuchi Shin’ichi Matsumi | 5 grudnia 2024 |
| 29 | 5  | Łańcuch pokarmowy Shokumotsu rensa no naka de (食物連鎖の中で)                                 | Shigetaka Ikeda | Nanami Higuchi Shin’ichi Matsumi | 5 grudnia 2024 |
| 30 | 6  | Urodzony wiosną Haru ni uma reta otoko (春に生まれた男)                                        | Mie Ōishi       | Nanami Higuchi Shin’ichi Matsumi | 5 grudnia 2024 |
| 31 | 7  | Miłość ponad żądzami Watashi no chikai o tabete kudasai (私の誓いを食べてください)             | Daiki Katō      | Nanami Higuchi Shin’ichi Matsumi | 5 grudnia 2024 |
| 32 | 8  | Melonowe kłamstwa Meron hata no sakini wa nani ga aru no ka (メロン畑の先には何があるのか)     | Shigetaka Ikeda | Nanami Higuchi Shin’ichi Matsumi | 5 grudnia 2024 |
| 33 | 9  | Zgniłe jajo Kusatta tamago ga fuka suru (腐った卵が孵化する)                                   | Daiki Katō      | Nanami Higuchi Shin’ichi Matsumi | 5 grudnia 2024 |
| 34 | 10 | Bambi żyje i ma się świetnie Banbi wa kenzaidesu (バンビは健在です)                            | Mie Ōishi       | Nanami Higuchi Shin’ichi Matsumi | 5 grudnia 2024 |
| 35 | 11 | Tak wiele warstw Sō o hagasu (層を剥がす)                                                      | Shigetaka Ikeda | Nanami Higuchi Shin’ichi Matsumi | 5 grudnia 2024 |
| 36 | 12 | Tragedia wśród fal Naminōe no higeki (波上の悲劇)                                              | Daiki Katō      | Nanami Higuchi Shin’ichi Matsumi | 5 grudnia 2024 |